# Långhalskväkare
Långhalskväkare (Pseudotolithus typus) är en fiskart som beskrevs av Bleeker, 1863. Långhalskväkare ingår i släktet Pseudotolithus och familjen havsgösfiskar. Inga underarter finns listade i Catalogue of Life.